# دانشگاه نووی ساد
دانشگاه نووی ساد یک دانشگاه دولتی در شهر نووی ساد، صربستان است. در کنار دانشگاه معتبر ملی بلگراد، دانشگاه نووی ساد یکی از مهم‌ترین موسسات آموزشی و تحقیقاتی در صربستان و اروپای جنوب شرقی و مؤسسه شاخص آموزش عالی در استان وویوودینا است.
دانشگاه نووی ساد با حدود ۵۰٬۰۰۰ دانشجو و بیش از ۵٬۰۰۰ کارمند یکی از بزرگ‌ترین مراکز آموزشی و تحقیقاتی در اروپای مرکزی است. این دانشگاه به گروه دانشگاه‌های جامع تعلق دارد که مشخصه آنها فراهم نمودن تقریبی تمام رشته‌های علمی و آموزش عالی برای دانشجویان است. این دانشگاه متشکل از ۱۴ دانشکده و سه مؤسسه علمی است که در چهار شهر دارای دانشگاه شامل نووی ساد، سومبور، سوبتیتسا و زرنجانین واقع شده‌اند.

## تشکیلات
دانشکده‌ها و مؤسسات آموزشی
دانشکده‌ها و مؤسسات آموزشی دانشگاه نووی ساد در چهار شهر تاریخی استان خودمختار وویوودینا، در شمال جمهوری صربستان واقع شده‌اند. مقر دانشگاه در شهر نووی ساد است، وفق اینکه پردیس مرکزی واقع در ساحل رودخانه دانوب، در مجاورت قلعه پترووارادین (ساخته شده در قرن هجدهم) و مرکز قدیمی شهر است.
| #  | دانشکده                                | ستاد     | سال تأسیس |
| -- | -------------------------------------- | -------- | --------- |
| ۱  | دانشکده کشاورزی                        | نووی ساد | ۱۹۵۴      |
| ۲  | دانشکده فلسفه                          | نووی ساد | ۱۹۵۴      |
| ۳  | دانشکده حقوق                           | نووی ساد | ۱۹۵۵      |
| ۴  | دانشکده تکنولوژی                       | نووی ساد | ۱۹۵۹      |
| ۵  | دانشکده اقتصاد                         | سوبتیتسا | ۱۹۶۰      |
| ۶  | دانشکده علوم فنی                       | نووی ساد | ۱۹۶۰      |
| ۷  | دانشکده پزشکی                          | نووی ساد | ۱۹۶۰      |
| ۸  | دانشکده علوم طبیعی و ریاضی             | نووی ساد | ۱۹۶۹      |
| ۹  | فرهنگستان هنر                          | نووی ساد | ۱۹۷۴      |
| ۱۰ | دانشکده مهندسی عمران                   | سوبتیتسا | ۱۹۷۴      |
| ۱۱ | دانشکده فنی میهایلو پاپین              | زرنجانین | ۱۹۷۴      |
| ۱۲ | دانشکده ورزش و تربیت بدنی              | نووی ساد | ۱۹۷۴      |
| ۱۳ | دانشکده علوم تربیتی                    | سومبور   | ۱۹۹۳      |
| ۱۴ | دانشکده تربیت معلم (به زبان مجارستانی) | سوبتیتسا | ۲۰۰۶      |